# لغات تونغية
اللغات التونغية عائلة لغوية ضمن مجموعة اللغات البولينيزية. تتضمن هذه العائلة اللغوية على الأقل كلاًّ من اللغة التونغية واللغة النييوية، كما يمكن أن تكون لغة نيوا فوأوو ضمن هذه العائلة كذلك.